# Liste des milliardaires du monde en 2007
Ceci est la liste des milliardaires du monde telle que publiée par le magazine américain Forbes pour l'année 2007. Ce magazine recense les milliardaires de la planète à l'exception des têtes couronnées (sauf si leur fortune est privée), et exprime leur fortune en milliards de dollars américains (l'unité retenue dans la suite du texte).
Selon le classement publié le 8 mars 2007, le fondateur de Microsoft, l'Américain Bill Gates, reste, pour la treizième année consécutive, l'homme le plus riche du monde avec à son actif 56 milliards de dollars, soit une hausse de 10 % par rapport à 2006.
Le « club » des milliardaires compte à cette date 946 personnes grâce à l'entrée de 153 nouveaux membres. Le montant cumulé de ces fortunes est de 3 500 milliards de dollars (+35 % par rapport à 2006). Près des deux tiers des 946 milliardaires que compte le monde ont fait leur fortune en partant de rien.
Pour l'année 2007 entrent dans le top 20 David Thomson, héritier de la multinationale Thomson Corporation, Stefan Persson, héritier de la marque de vêtements H & M, ainsi que Mukesh et Anil Ambani, héritiers des industries Reliance. Après plus de vingt ans dans les premières places du classement, et pour la première année, aucun membre de la famille Walton n'est dans ce top 20.

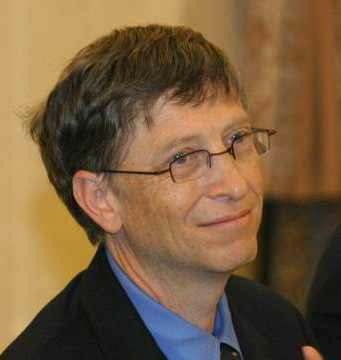
Bill Gates
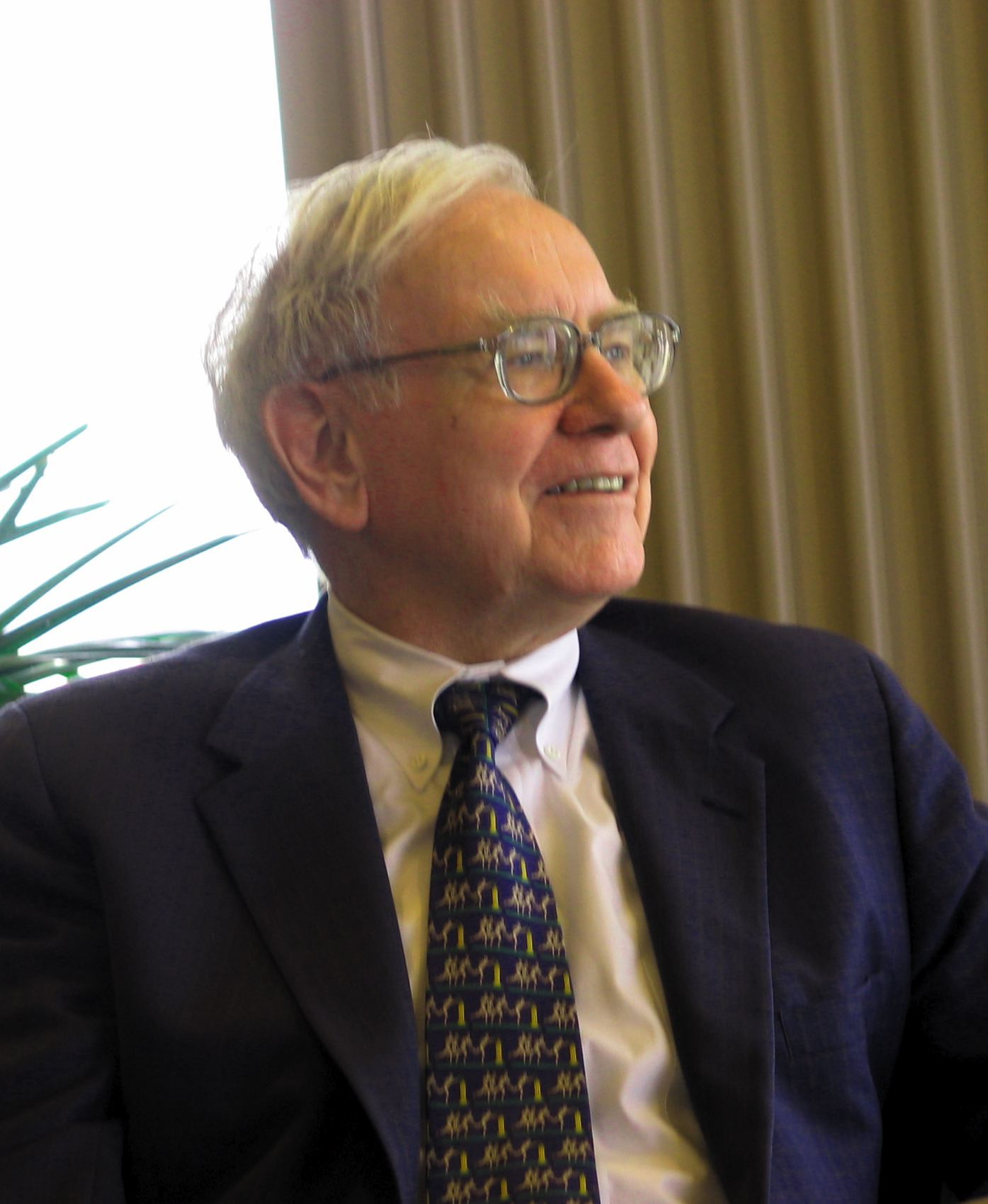
Warren Buffett
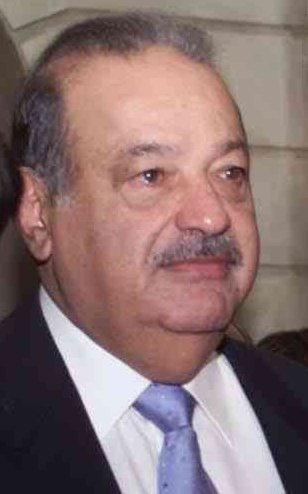
Carlos Slim Helú
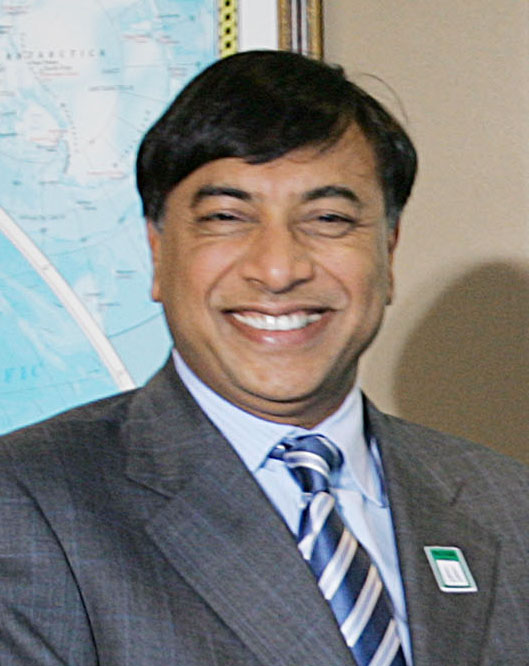
Lakshmi Mittal

| Légende         | Légende                        |
| Icônes          | Description                    |
| --------------- | ------------------------------ |
| en stagnation   | Pas de changement depuis 2006. |
| en augmentation | En progrès depuis 2006.        |
| en diminution   | En recul depuis 2006.          |

Ci-dessous la liste des 20 milliardaires les plus riches durant l'année 2007 : 
| Rang | Nom                                         | Fortune (en dollars américains) | Pays            | Résidence       | Entreprise ou secteur                    |
| ---- | ------------------------------------------- | ------------------------------- | --------------- | --------------- | ---------------------------------------- |
| 1    | Bill Gates                                  | $56,0 milliards                 | États-Unis      | États-Unis      | Microsoft                                |
| 2    | Warren Buffett                              | $52,0 milliards                 | États-Unis      | États-Unis      | Berkshire Hathaway                       |
| 3    | Carlos Slim Helú                            | $49,0 milliards                 | Mexique         | Mexique         | Telmex, América Móvil, Grupo Carso       |
| 4    | Ingvar Kamprad et sa famille                | $33,0 milliards                 | Suède           | Suisse          | IKEA                                     |
| 5    | Lakshmi Mittal                              | $32,0 milliards                 | Inde            | Royaume-Uni     | Arcelor Mittal                           |
| 6    | Sheldon Adelson                             | $26,5 milliards                 | États-Unis      | États-Unis      | Las Vegas Sands                          |
| 7    | Bernard Arnault                             | $26,0 milliards                 | France          | France          | LVMH                                     |
| 8    | Amancio Ortega                              | $24,0 milliards                 | Espagne         | Espagne         | Inditex (Zara..)                         |
| 9    | Li Ka-shing                                 | $23,0 milliards                 | Hong Kong       | Hong Kong       | Cheung Kong Holdings, Hutchison Whampoa  |
| 10   | David Thomson et sa famille                 | $22,0 milliards                 | Canada          | Canada          | Thomson Reuters                          |
| 11   | Lawrence Ellison                            | $21,5 milliards                 | États-Unis      | États-Unis      | Oracle Corporation                       |
| 12   | Liliane Bettencourt                         | $20,7 milliards                 | France          | France          | L'Oréal                                  |
| 13   | Al-Walid ben Talal ben Abd al-Aziz Al Saoud | $20,3 milliards                 | Arabie saoudite | Arabie saoudite | Kingdom Holding Company, Citigroup       |
| 14   | Mukesh Ambani                               | $20,1 milliards                 | Inde            | Inde            | Reliance Industries                      |
| 15   | Karl Albrecht                               | $20,0 milliards                 | Allemagne       | Allemagne       | ALDI                                     |
| 16   | Roman Abramovich                            | $18,7 milliards                 | Russie          | Russie          | Millhouse Capital, Chelsea Football Club |
| 17   | Stefan Persson                              | $18,4 milliards                 | Suède           | Suède           | Hennes & Mauritz                         |
| 18   | Anil Ambani                                 | $18,2 milliards                 | Inde            | Inde            | Anil Dhirubhai Ambani Group              |
| 19   | Paul Allen                                  | $18,0 milliards                 | États-Unis      | États-Unis      | Microsoft                                |
| 20   | Theo Albrecht                               | $17,5 milliards                 | Allemagne       | Allemagne       | ALDI                                     |